# Ruellia latibracteata
Ruellia latibracteata là một loài thực vật có hoa trong họ Ô rô. Loài này được D.N. Gibson miêu tả khoa học đầu tiên năm 1972.